# Patrik Zetterberg
Patrik Zetterberg, född 26 april 1971, är en svensk före detta ishockeyspelare.
Patrik Zetterbergs position var som forward. Han spelade för Västerås IK, Färjestads BK samt Södertälje SK i Elitserien. Han blev svensk mästare med Färjestads BK säsongen 1997/1998. Zetterberg har även haft en sejour i Tyskland där han representerade Hannover Scorpions. Han avslutade karriären 2007 med spel i division 1 för Surahammars IF.

## Klubbar
- Surahammars IF 1995, 2006-2007
- HC Innsbruck 2004-2005
- Södertälje SK 2002-2004
- Hannover Scorpions 2000-2002
- Färjestads BK 1997-2000
- Västerås Hockey 1994, 1995-1997, 2000, 2005-2006
- Örebro IK 1993-1994
- IK Westmannia-Köping 1990-1993